# Keshas diskografi
Kesha är en amerikansk sångerska, rappare och låtskrivare. Hennes diskografi består av två studioalbum, ett remixalbum, två EP-skivor och 13 singlar, varav fyra som gästartist. När hon var arton år skrev hon kontrakt med Dr. Lukes skivbolag och förlagsverksamhet. För att etablera sig själv i branschen började hon sjunga bakgrundssång och skriva låtar till andra artister medan hon arbetade på sitt debutalbum. Kesha fick sitt genombrott 2009 då hon var med som gästartist på Flo Ridas hitsingel "Right Round".
Keshas debutalbum Animal gavs ut i januari 2010 och toppade de kanadensiska, grekiska och amerikanska topplistorna. På den amerikanska listan, Billboard 200, gick albumet in på toppositionen med 152 000 exemplar sålda första veckan. Av dessa var 76 procent digitala exemplar, vilket är ett rekord för antal digitala exemplar sålda jämfört med fysiska för ett album som gått in på förstaplatsen. Från albumet släpptes fyra singlar och den första, "Tik Tok", släpptes den 7 augusti 2009. Den nådde toppen av singellistan i elva länder och certifierades multiplatina i Australien, Kanada, Tyskland och Nya Zeeland. I USA toppade låten Billboard Hot 100 i nio veckor och har sålts i över sex miljoner exemplar i landet. "Blah Blah Blah", "Your Love Is My Drug" och "Take It Off" utgavs som albumets andra, tredje respektive fjärde singel. De tre singlarna nådde topp tio i ett flertal länder och certifierades guld och platina i Australien, Nya Zeeland och USA. 
Animal återutgavs tillsammans med EP-skivan Cannibal i november 2010. Albumet nådde topp tjugo i USA och Kanada och genererade två singlar. "We R Who We R" släpptes som den första singeln och nådde topplaceringen i USA, Australien och Storbritannien och topp tio i fem andra länder. "Blow" släpptes som den andra singeln och blev Keshas sjätte raka topp tio-hit i USA som soloartist. I november 2010 rapporterades Kesha ha sålt 29 miljoner låtar globalt. Kesha släppte sitt andra studioalbum Warrior i december 2012.

## Album

### Studioalbum
| År                                                 | Albuminformation                                                                                  | Högsta listplaceringar | Högsta listplaceringar | Högsta listplaceringar | Högsta listplaceringar | Högsta listplaceringar | Högsta listplaceringar | Högsta listplaceringar | Högsta listplaceringar | Högsta listplaceringar | Högsta listplaceringar | Certifikat | Sålda exemplar                               |
| År                                                 | Albuminformation                                                                                  | USA                    | AUS                    | IRL                    | JPN                    | KAN                    | NZ                     | SCH                    | TYS                    | UK                     | ÖST                    | Certifikat | Sålda exemplar                               |
| -------------------------------------------------- | ------------------------------------------------------------------------------------------------- | ---------------------- | ---------------------- | ---------------------- | ---------------------- | ---------------------- | ---------------------- | ---------------------- | ---------------------- | ---------------------- | ---------------------- | --- | -------------------------------------------- |
| 2010                                               | Animal - Släppt: 1 januari 2010 - Skivbolag: RCA - Format: CD, digital nedladdning                | 1                      | 4                      | 8                      | 3                      | 1                      | 6                      | 3                      | 7                      | 8                      | 4                      | - ARIA: Platina - CRIA: Platina - RIAA: Platina - RIANZ: Guld - RIAJ: Guld - IFPI TYS: Guld - IFPI ÖST: Platina | - Globalt: 2 000 000[A] - USA: +1 200 000[B] |
| 2012                                               | Warrior - Släppt: 4 december 2012 - Skivbolag: RCA - Format: CD, digital nedladdning              | 6                      | 12                     | 64                     | —                      | 10                     | 30                     | 63                     | 81                     | 66                     | 44                     | |                                              |
| 2017                                               | Rainbow - Släppt: 11 augusti 2017 - Skivbolag: Kemosabe Records - Format: CD, digital nedladdning | 1                      | 3                      | 2                      | 41                     | 1                      | 4                      | 14                     | 33                     | 4                      | 16                     | |                                              |
| "—" betecknar en utgivning som inte listnoterades. |                                                                                                   |                        |                        |                        |                        |                        |                        |                        |                        |                        |                        | |                                              |

### Remixalbum
| År   | Albuminformation | Högsta listplaceringar | Högsta listplaceringar | Högsta listplaceringar | Högsta listplaceringar |
| År   | Albuminformation | USA                    | AUS                    | JPN                    | KAN                    |
| ---- | --- | ---------------------- | ---------------------- | ---------------------- | ---------------------- |
| 2011 | I Am the Dance Commander + I Command You to Dance: The Remix Album - Släppt: 18 mars 2011 - Skivbolag: RCA - Format: CD, digital nedladdning | 36                     | 46                     | 191                    | 37                     |

## EP-skivor
| År                                                 | Albuminformation                                                                       | Högsta listplaceringar | Högsta listplaceringar | Högsta listplaceringar | Certifikat   |
| År                                                 | Albuminformation                                                                       | USA                    | JPN                    | KAN                    | Certifikat   |
| -------------------------------------------------- | -------------------------------------------------------------------------------------- | ---------------------- | ---------------------- | ---------------------- | ------------ |
| 2010                                               | Cannibal - Släppt: 19 november 2010 - Skivbolag: RCA - Format: CD, digital nedladdning | 15                     | 50                     | 14                     | - RIAA: Guld |
| 2012                                               | Deconstructed - Släppt: 4 december 2012 - Skivbolag: RCA - Format: CD                  | —                      | —                      | —                      |              |
| "—" betecknar en utgivning som inte listnoterades. |                                                                                        |                        |                        |                        |              |

## Singelskivor

### Singlar
| År                                                 | Titel                                      | Högsta listplaceringar | Högsta listplaceringar | Högsta listplaceringar | Högsta listplaceringar | Högsta listplaceringar | Högsta listplaceringar | Högsta listplaceringar | Högsta listplaceringar | Högsta listplaceringar | Högsta listplaceringar | Certifikat | Album    |
| År                                                 | Titel                                      | USA                    | AUS                    | IRL                    | JPN                    | KAN                    | NZ                     | SVE                    | TYS                    | UK                     | ÖST                    | Certifikat | Album    |
| -------------------------------------------------- | ------------------------------------------ | ---------------------- | ---------------------- | ---------------------- | ---------------------- | ---------------------- | ---------------------- | ---------------------- | ---------------------- | ---------------------- | ---------------------- | --- | -------- |
| 2009                                               | "Tik Tok"                                  | 1                      | 1                      | 3                      | 3                      | 1                      | 1                      | 3                      | 1                      | 4                      | 1                      | - ARIA: 5× platina - CRIA: 7× platina - RIAA: 5× platina - RIANZ: 2× platina - IFPI SVE: Guld - IFPI TYS: Platina - IFPI ÖST: Platina | Animal   |
| 2010                                               | "Blah Blah Blah" (med 3OH!3)               | 7                      | 3                      | 18                     | —                      | 3                      | 7                      | 38                     | 11                     | 11                     | 3                      | - ARIA: Platina - CRIA: 2× platina - RIAA: Platina - RIANZ: Guld                                                                      | Animal   |
| 2010                                               | "Your Love Is My Drug"                     | 4                      | 3                      | 10                     | 33                     | 6                      | 15                     | —                      | 19                     | 13                     | 12                     | - ARIA: Platina - RIAA: 2× platina - RIANZ: Guld - IFPI SVE: Guld                                                                     | Animal   |
| 2010                                               | "Take It Off"                              | 8                      | 5                      | 12                     | 81                     | 8                      | 11                     | 53                     | —                      | 15                     | —                      | - ARIA: 2× platina - RIAA: Platina - RIANZ: Guld                                                                                      | Animal   |
| 2010                                               | "We R Who We R"                            | 1                      | 1                      | 10                     | 5                      | 2                      | 4                      | 22                     | 23                     | 1                      | 15                     | - ARIA: 4× platina - RIANZ: Platina - IFPI SVE: Guld                                                                                  | Cannibal |
| 2011                                               | "Blow"                                     | 7                      | 10                     | 28                     | —                      | 12                     | 8                      | —                      | 39                     | 32                     | 22                     | - ARIA: Platina - RIAA: Platina - RIANZ: Guld                                                                                         | Cannibal |
| 2012                                               | "Die Young"                                | 2                      | 3                      | 17                     | 38                     | 4                      | 9                      | 17                     | 20                     | 7                      | 16                     | - RIAA: 2× platina | Warrior  |
| 2013                                               | "C'Mon"                                    | 27                     | 19                     | 33                     | —                      | 16                     | 22                     | —                      | 79                     | 70                     | 64                     | | Warrior  |
| 2013                                               | "Crazy Kids" (med will.i.am eller Juicy J) | 40                     | 32                     | 14                     | —                      | 47                     | —                      | —                      | 56                     | 27                     | 58                     | | Warrior  |
| "—" betecknar en utgivning som inte listnoterades. |                                            |                        |                        |                        |                        |                        |                        |                        |                        |                        |                        | |          |

### Som medverkande artist
| År                                                 | Titel                           | Högsta listplaceringar | Högsta listplaceringar | Högsta listplaceringar | Högsta listplaceringar | Högsta listplaceringar | Högsta listplaceringar | Högsta listplaceringar | Högsta listplaceringar | Högsta listplaceringar | Högsta listplaceringar | Certifikat | Album           |
| År                                                 | Titel                           | USA                    | AUS                    | IRL                    | KAN                    | NZ                     | SCH                    | SVE                    | TYS                    | UK                     | ÖST                    | Certifikat | Album           |
| -------------------------------------------------- | ------------------------------- | ---------------------- | ---------------------- | ---------------------- | ---------------------- | ---------------------- | ---------------------- | ---------------------- | ---------------------- | ---------------------- | ---------------------- | --- | --------------- |
| 2009                                               | "Right Round" (med Flo Rida)[C] | 1                      | 1                      | 1                      | 1                      | 2                      | 2                      | 2                      | 4                      | 1                      | 1                      | - ARIA: 3× platina - CRIA: 3× platina - RIAA: 4× platina - RIANZ: Platina                                                                               | R.O.O.T.S.      |
| 2010                                               | "Dirty Picture" (med Taio Cruz) | 96                     | 16                     | 10                     | 49                     | 11                     | —                      | —                      | —                      | 6                      | —                      | - ARIA: Guld | Rokstarr        |
| 2010                                               | "My First Kiss" (med 3OH!3)     | 9                      | 13                     | 10                     | 7                      | 15                     | —                      | —                      | 37                     | 7                      | 28                     | - ARIA: Platina - CRIA: Platina - RIAA: Guld | Streets of Gold |
| 2013                                               | "Timber" (med Pitbull)          | 1                      | 4                      | 2                      | 1                      | 3                      | 3                      | 1                      | 1                      | 1                      | 1                      | - ARIA: 5× platina - CRIA: Platina - BEA: Guld - BPI: Platina - BVMI: 3× Guld - IFPI ÖST: Guld - IFPI SCH: Platina - MC: 7× Platina - RMNZ: 2× Platinum | Meltdown        |
| "—" betecknar en utgivning som inte listnoterades. |                                 |                        |                        |                        |                        |                        |                        |                        |                        |                        |                        | |                 |

### Andra listnoterade låtar
| År                                                 | Titel                  | Högsta listplaceringar | Högsta listplaceringar | Högsta listplaceringar | Album                                                              |
| År                                                 | Titel                  | USA                    | KAN                    | UK                     | Album                                                              |
| -------------------------------------------------- | ---------------------- | ---------------------- | ---------------------- | ---------------------- | ------------------------------------------------------------------ |
| 2010                                               | "Kiss n Tell"          | —                      | 91                     | 163                    | Animal                                                             |
| 2010                                               | "Dinosaur"             | —                      | —                      | 180                    | Animal                                                             |
| 2010                                               | "Sleazy"               | 51                     | 46                     | —                      | Cannibal                                                           |
| 2010                                               | "Cannibal"             | 77                     | 62                     | —                      | Cannibal                                                           |
| 2010                                               | "Crazy Beautiful Life" | 93                     | —                      | —                      | Cannibal                                                           |
| 2011                                               | "Fuck Him He's a DJ"   | 97                     | 75                     | —                      | I Am the Dance Commander + I Command You to Dance: The Remix Album |
| 2012                                               | "Thinking of You"      | —                      | —                      | —                      | Warrior                                                            |
| 2012                                               | "Warrior"              | —                      | —                      | —                      | Warrior                                                            |
| "—" betecknar en utgivning som inte listnoterades. |                        |                        |                        |                        |                                                                    |

## Musikvideor
| År   | Titel                                 | Regissör(er)                  |
| ---- | ------------------------------------- | ----------------------------- |
| 2009 | "Tik Tok"                             | Syndrome                      |
| 2010 | "Blah Blah Blah" (med 3OH!3)          | Brendan Malloy                |
| 2010 | "Dirty Picture" (med Taio Cruz)       | Alex Herron                   |
| 2010 | "Your Love Is My Drug"                | Honey                         |
| 2010 | "My First Kiss" (med 3OH!3)           | Isaac Ravishankara            |
| 2010 | "Take It Off"                         | Paul Hunter och Dori Oskowitz |
| 2010 | "We R Who We R"                       | Hype Williams                 |
| 2010 | "Animal"                              | Skinny                        |
| 2010 | "Take It Off (K$ N' Friends Version)" | Skinny                        |
| 2010 | "Stephen"                             | Skinny                        |
| 2011 | "Blow"                                | Chris Marrs Piliero           |
| 2012 | "Die Young"                           | Darren Craig                  |
| 2013 | "C'Mon"                               | Darren Craig                  |
| 2013 | "Crazy Kids"                          | Darren Craig                  |

## Fotnoter
- A ^ Animals globala försäljningssiffror är från september 2010.[60]
- B ^ Animals försäljningssiffror i USA är från februari 2011.[61]
- C ^ Kesha var inte krediterad i USA.[1]